# Hospental
Hospental je obec ve švýcarském kantonu Uri. Leží přibližně 30 kilometrů jihozápadně od hlavního města kantonu, Altdorfu, v údolí Ursenen na soutoku říček Furkareuss a Gotthardreuss, ze kterých zde vzniká řeka Reuss, v nadmořské výšce 1 493 metrů. Žije zde 186 obyvatel.

## Geografie
Obec se nachází na jihu kantonu Uri v údolí Urseren mezi Andermattem a Realpem na soutoku Furkareuss a Gotthardreuss. Obec se skládá výhradně ze stejnojmenné vsi a bývalé osady Walser Zumdorf.
Pouze 49 ha, tj. 1,4 % rozlohy obce, tvoří urbanizovaná plocha. Z toho je 5 ha zastavěných ploch a 34 ha dopravních ploch. Rozsáhlejší je zemědělská plocha s 1131 ha, což představuje podíl 32 %. Patří sem rozsáhlé alpské oblasti o rozloze 946 ha. Pouze 185 ha tvoří louky a orná půda. Kromě toho 338 ha, tj. 10 %, pokrývají lesy a lesní porosty. Neproduktivní půda pokrývá většinu území obce, přesněji 1979 ha, tj. 56 %. Jedná se téměř výhradně o oblasti bez vegetace (vysoké hory) nebo o oblasti s neproduktivní vegetací (vysokohorská vegetace).
Hospental sousedí na západě s Realpem, na severu s Göschenenem, na východě s Andermattem a na jihu s obcí Airolo v kantonu Ticino.

## Historie

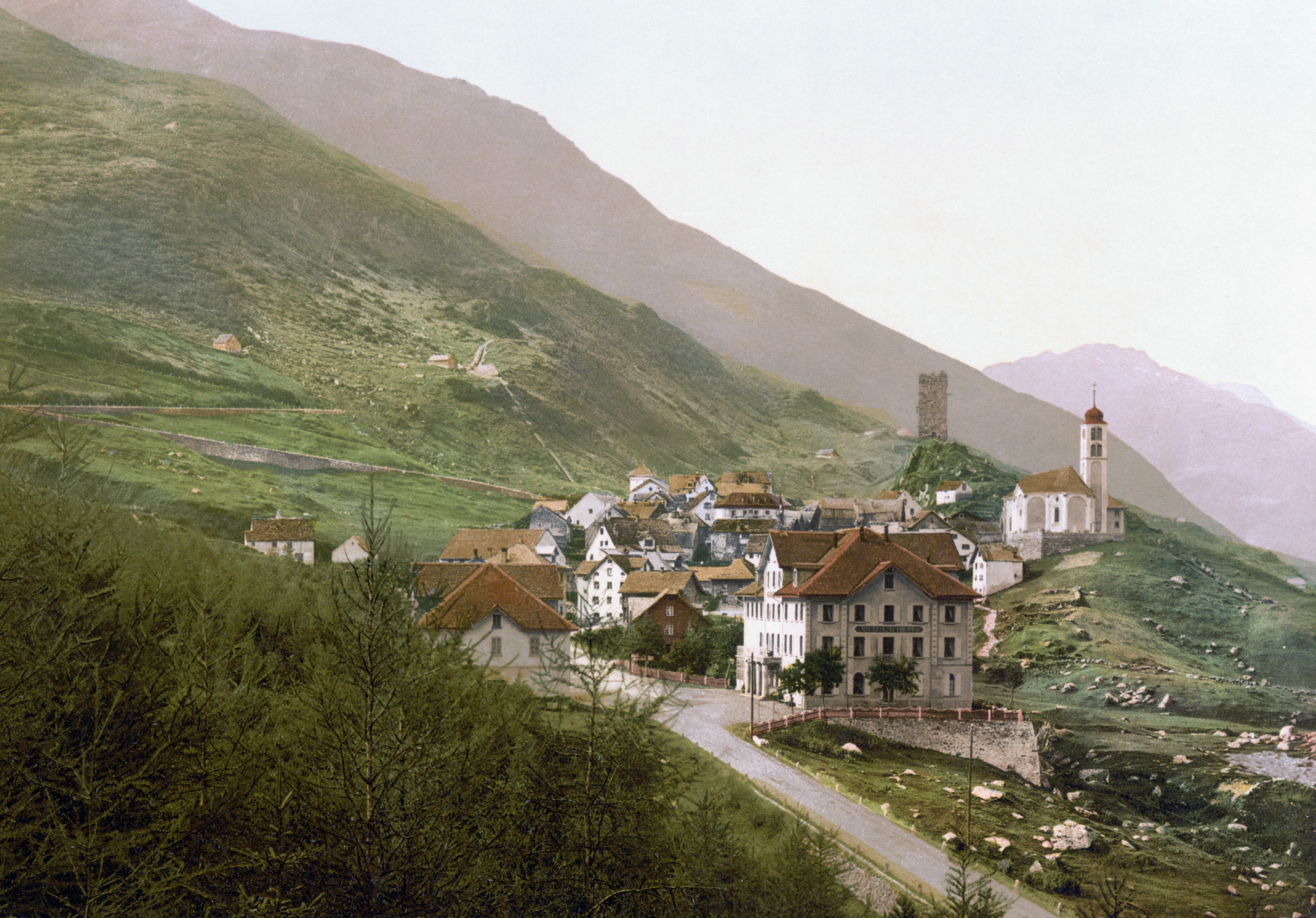
Hospental v roce 1900

Nálezy z 90. let 20. století poblíž plošiny Rossplatten ve výšce 2170 m n. m. ukazují na pozdně neolitické osídlení v této alpské oblasti z počátku doby bronzové.
Vesnice Hospental vznikla kolem hostince založeného klášterem Disentis v 9. nebo 10. století. Vesnice Zumdorf byla založena ve 12. století Walsery, kteří se přistěhovali do oblasti obývané dříve výhradně Římany. První zmínka pochází z roku 1285 pod názvem Hospenthal. V roce 1669 vesnice vyhořela. Díky rozšiřování alpských průsmyků došlo k rozkvětu autobusové dopravy a hotelnictví, i když to trvalo jen do dokončení Gotthardské dráhy v roce 1882. Rozsáhlé zemědělství doplňoval obchod s mulami, pohostinství, obchod s křišťálem a drobný zbrojní průmysl. Do roku 1886 patřil Hospental k farnosti Andermatt, poté se stal samostatnou farností. V roce 1888 vznikla z údolní obce Urseren samostatná politická obec Hospental. V letech 1920–1944 existovaly různé plány na výstavbu elektrárny Urseren. Projekt se nezdařil mimo jiné kvůli odporu obyvatel obce k přesunu jejich obydlí. V roce 1926 byla v obci na podporu turistiky otevřena stanice dráhy Furka-Oberalp-Bahn (FO, dnes součást Matterhorn Gotthard Bahn – MGB) a v roce 1960 lyžařský vlek na Winterhornu. Vzhledem k architektonickému významu obce byl v roce 1983 otevřen její obchvat, který odvedl tranzitní dopravu mimo centrum.

## Obyvatelstvo

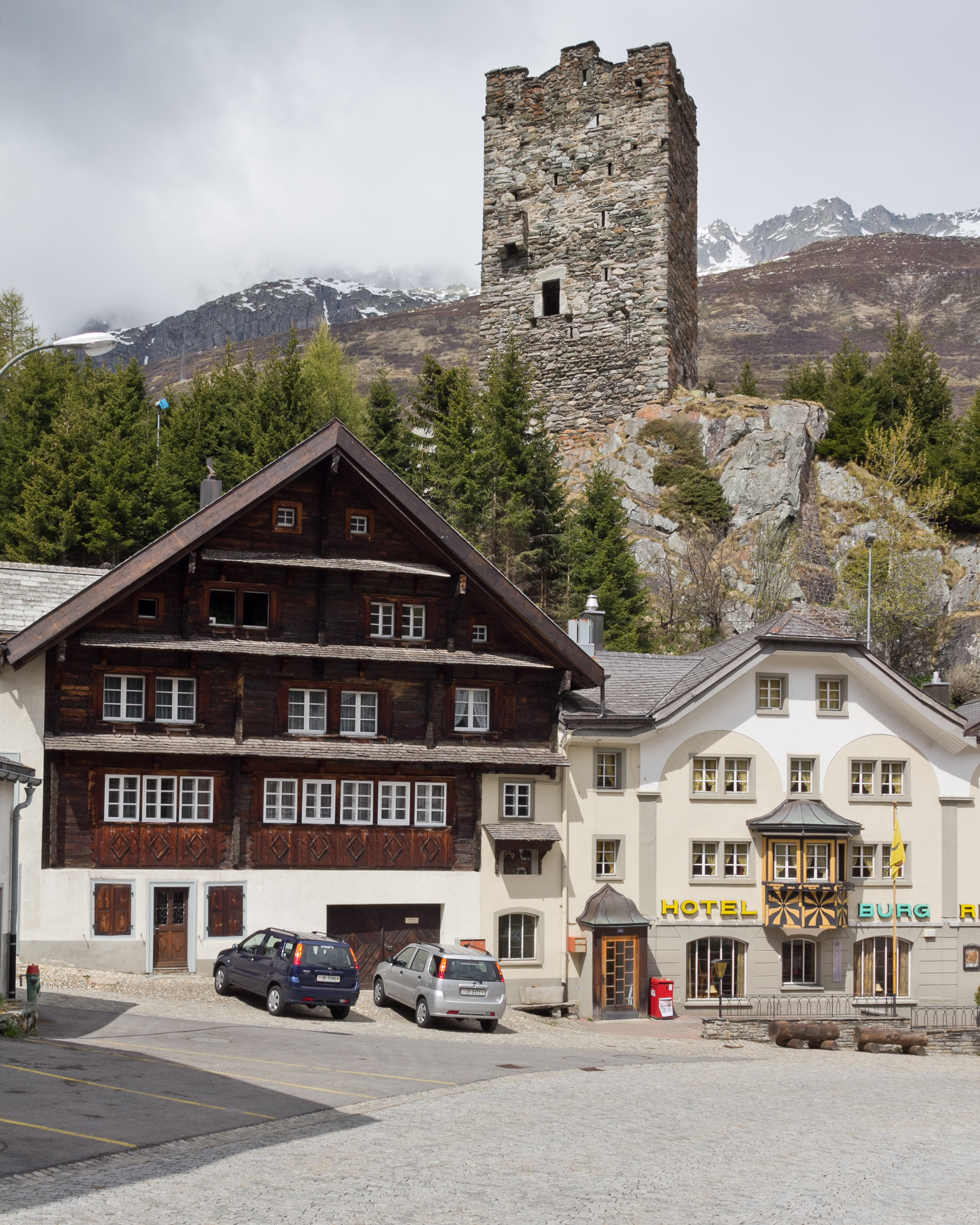
Hrad v Hospentalu

### Vývoj populace
V letech 1770 až 1870 počet obyvatel mírně rostl. Poté se až do roku 1920 rozmohlo silné vystěhovalectví. Během tohoto období se počet obyvatel snížil o 180 osob, tj. o 40 %. Důvodem byla výstavba železnice, kvůli které přišli mulaři o práci. V letech 1920–1941 se počet obyvatel zvýšil (+13 %). Mezi lety 1950 a 1970 nastalo období stagnace. Další migrační vlna byla zaznamenána v letech 1970–1990 (-29 %), která trvá do současnosti (s výjimkou přechodného vrcholu v roce 2005).
| Vývoj počtu obyvatel | Vývoj počtu obyvatel | Vývoj počtu obyvatel | Vývoj počtu obyvatel | Vývoj počtu obyvatel | Vývoj počtu obyvatel | Vývoj počtu obyvatel | Vývoj počtu obyvatel | Vývoj počtu obyvatel | Vývoj počtu obyvatel | Vývoj počtu obyvatel | Vývoj počtu obyvatel | Vývoj počtu obyvatel | Vývoj počtu obyvatel | Vývoj počtu obyvatel | Vývoj počtu obyvatel | Vývoj počtu obyvatel | Vývoj počtu obyvatel | Vývoj počtu obyvatel | Vývoj počtu obyvatel |
| -------------------- | -------------------- | -------------------- | -------------------- | -------------------- | -------------------- | -------------------- | -------------------- | -------------------- | -------------------- | -------------------- | -------------------- | -------------------- | -------------------- | -------------------- | -------------------- | -------------------- | -------------------- | -------------------- | -------------------- |
| Rok                  | 1799                 | 1850                 | 1870                 | 1880                 | 1888                 | 1900                 | 1920                 | 1941                 | 1950                 | 1970                 | 1980                 | 1990                 | 2000                 | 2005                 | 2010                 | 2012                 | 2014                 | 2016                 |                      |
| Počet obyvatel       | 368                  | 424                  | 444                  | 404                  | 330                  | 290                  | 264                  | 298                  | 282                  | 285                  | 242                  | 202                  | 206                  | 220                  | 177                  | 216                  | 196                  | 188                  |                      |

### Jazyky
Téměř všichni obyvatelé mluví německy jako každodenním hovorovým jazykem, avšak silně alemanským dialektem, typickým pro kanton Uri (tzv. Urnerdeutsch). Při posledním sčítání lidu v roce 2000 uvedlo 97 % obyvatel jako svůj hlavní jazyk němčinu, 1,5 % rétorománštinu a 0,5 % italštinu.

### Národnostní složení
Z 220 rezidentů na konci roku 2005 bylo 215 (98 %) švýcarských státních příslušníků. Přistěhovalci pocházeli ze střední Evropy (Rakousko), jižní Evropy (Itálie a Portugalsko), Srbska, Černé Hory a Srí Lanky. Při sčítání lidu v roce 2000 mělo 203 osob (98 %) švýcarské občanství, z toho pět osob mělo dvojí občanství.

## Doprava

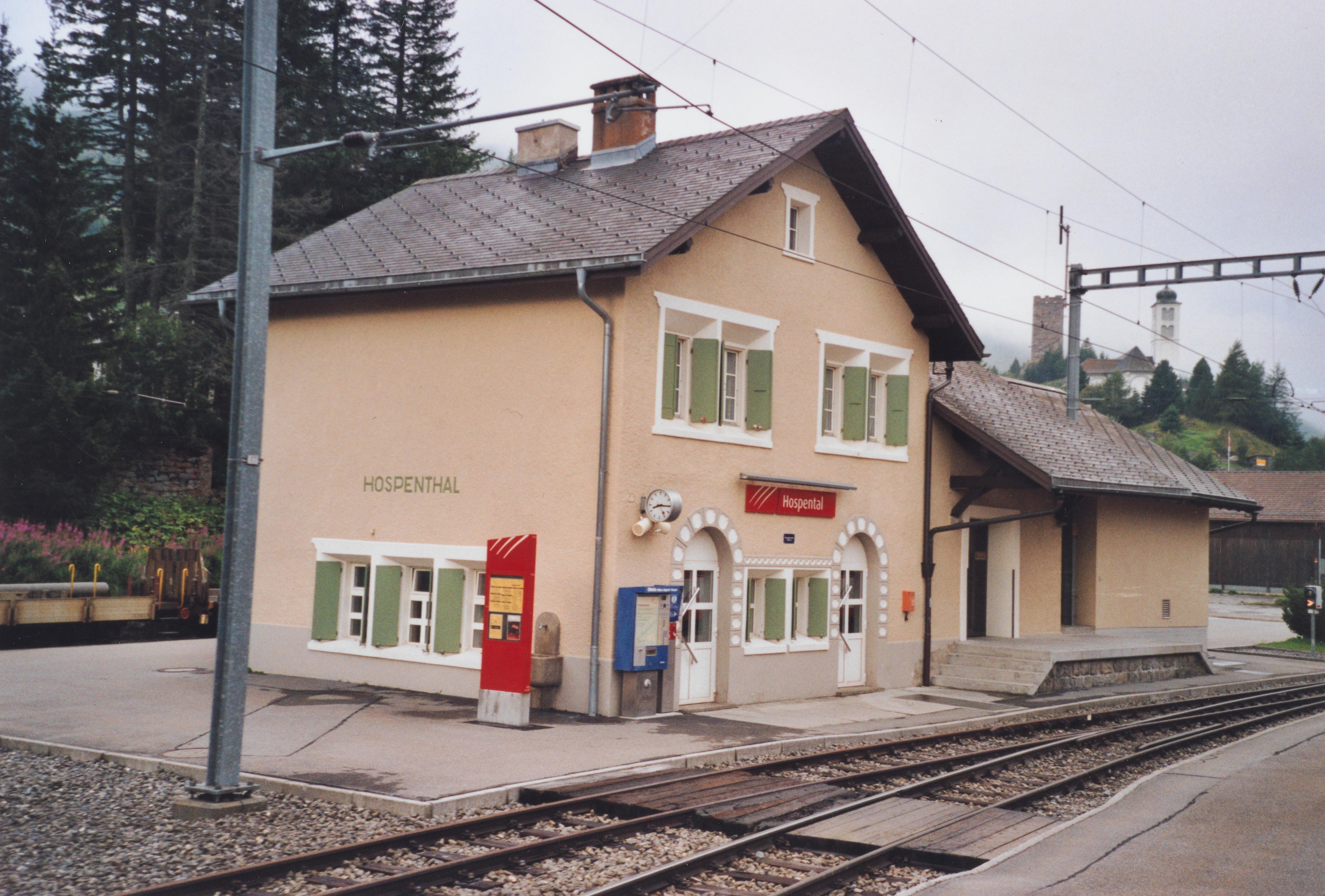
Železniční stanice Hospental

Na trase z Andermattu do Brigu zastavují v Hospentalu poštovní autobusy Postauto a regionální vlaky Matterhorn Gotthard Bahn (MGB). Kromě toho přes Hospental vedou kantonální hlavní silnice č. 2 (silnice přes Gotthardský průsmyk) a č. 19. Přímo pod obcí prochází Gotthardský silniční tunel na dálnici A2 z Curychu směr Lugano.